# Sugawara no Sukeaki
Sugawara no Sukeaki (菅原輔昭; X secolo) è stato un poeta giapponese waka del medio periodo Heian.
Il suo nome è incluso nell'elenco antologico Chūko Sanjūrokkasen. Suo padre era Sugawara no Fumitoki.
Ha ricevuto i titoli di jugoi e dainaiki. Nel 982 divenne monaco buddista.
Come poeta waka, ha partecipato a diversi utaawase (concorsi di poesia) nel 975 e nel 977. Quattro delle sue poesie sono incluse in varie antologie imperiali tra cui lo Shūi Wakashū.